# Тлумачний словник живої великоруської мови

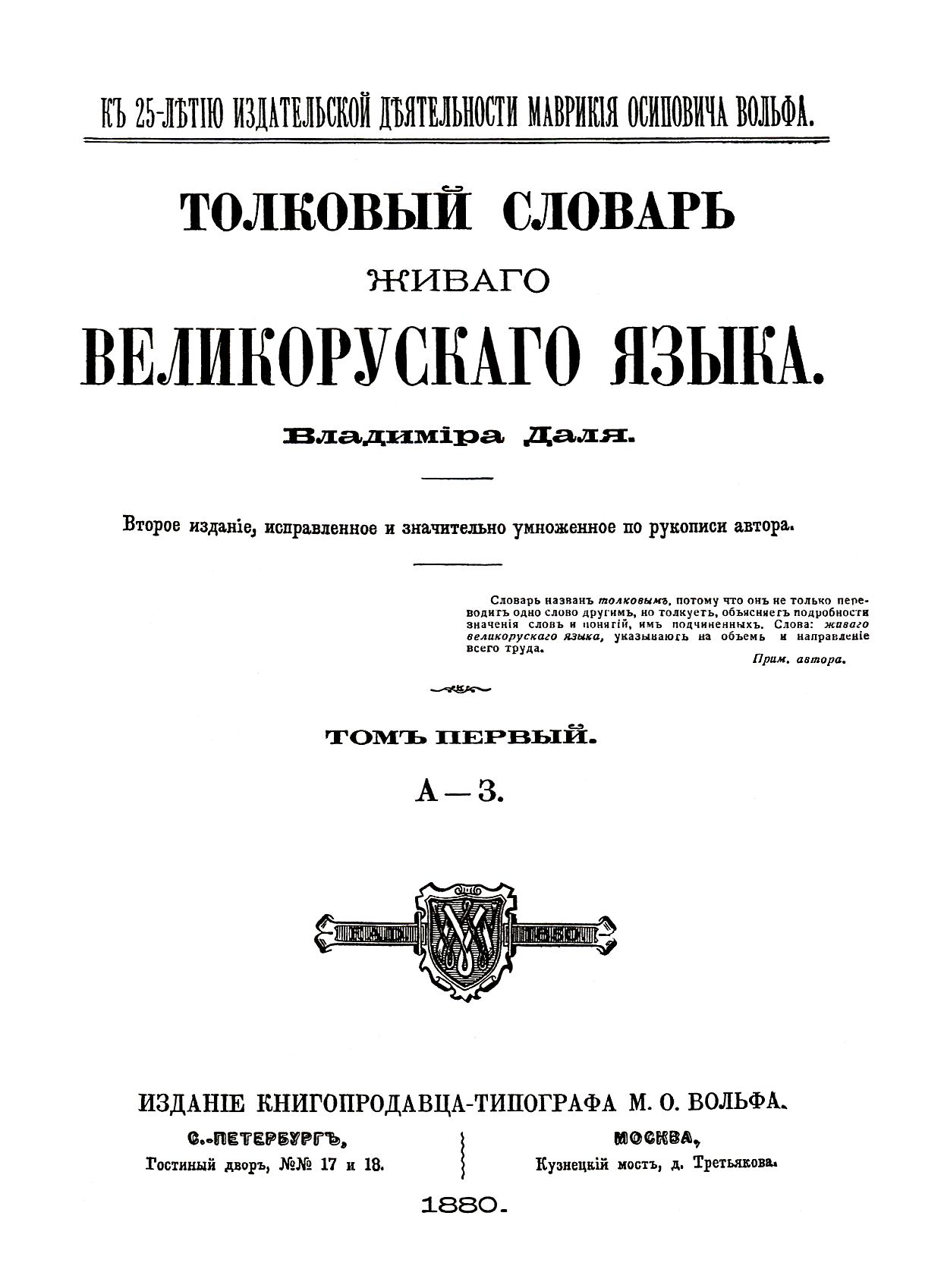
Титульна сторінка другого видання

Тлумачний словник живої великоруської мови (рос. дореф. Толковый словарь живаго великорускаго языка) — словник, укладений Володимиром Івановичем Далем у середині XIX століття, а саме в 1863 році. Один з найбільших словників російської мови. Містить близько 200 000 слів і 30 000 прислів'їв, приказок і загадок, що слугують для пояснення сенсу наведених слів.
Володимир Іванович Даль (1801—1872) був свідком тільки першого видання свого словника. Друге видання (перероблене) побачило світ 1880 року.

## Структура і склад

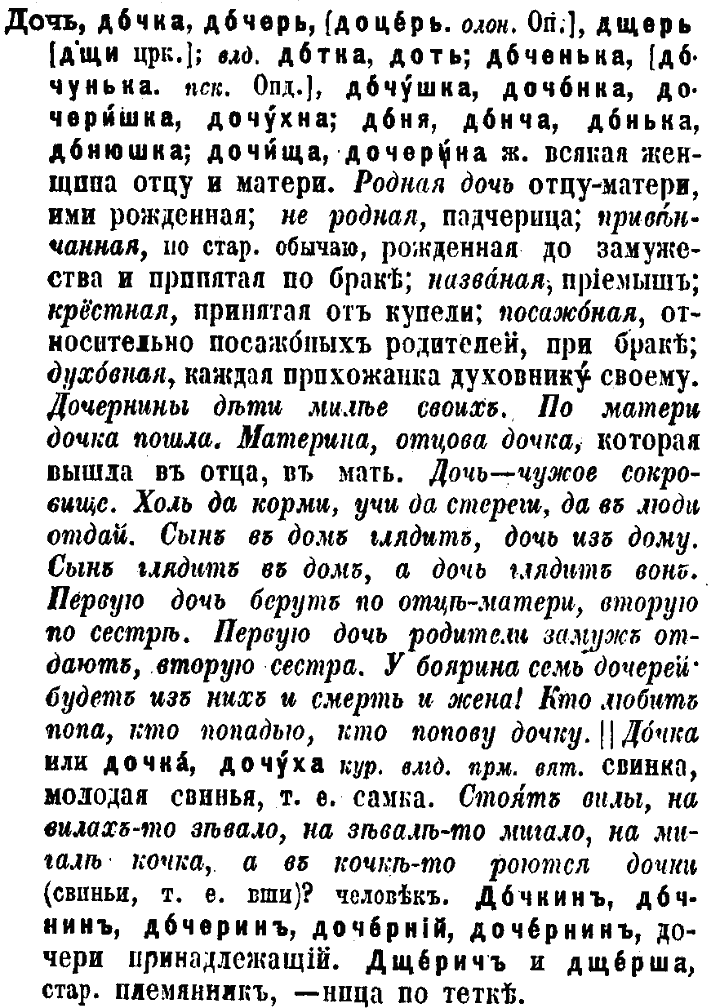
Приклад статті (оригінальна орфографія)

В основі словника лежить жива народна мова з її обласними видозмінами, словник містить лексику письмової і усної мови XIX століття, термінологію і фразеологію різних професій і ремесел.
Словник дає інформацію не лише про мову, а й про народний побут, повір'я, прикмети й інші етнографічні особливості. Так, у статті про слово «лапоть»[недоступне посилання з липня 2019] не тільки охарактеризовані всі типові види лаптів, але і вказаний спосіб виготовлення; при словах «мачта», «парус» даються не тільки назви різних видів щогл і вітрил, але також пояснюється їхнє призначення; разом з флотськими назвами, запозиченими з голландської і англійської мов, даються і назви, що виникли і вживалися на Каспійському і Білому морях. У статті про слово «рукобитье» пояснюється складний весільний обряд і пов'язані з ним звичаї, характерні для весілля в старому селянському побуті.
За перші випуски словника Даль отримав 1861 Костянтинівську медаль, а 1868 року був обраний почесним членом Академії наук і удостоєний Ломоносовської премії.
Словник не нормативний, у ньому практично відсутня стилістична характеристика лексики (тільки поміти діалектизмів місцевого вживання), граматичні вказівки, немає відбору лексики. Даль наводить безліч прикладів використання слів, але не дає розгорнених визначень.
Словник складений за алфавітно-гніздовим принципом. Такий метод сприяє розкриттю словотворення, але спричиняє труднощі: деколи не ясно, де саме слід шукати конкретне слово. Гніздова система, втім, виконана недостатньо акуратно: інколи зведені разом слова лише співзвучні, а не споріднені; іноді ж споріднені розділені на кілька статей:
- в одне гніздо об'єднані слова: акт[недоступне посилання з липня 2019], актёр, акциз, акция;
- не об'єднаними в одне гніздо виявилися слова:
  - дикий і дичь;
  - знак і значок;
  - круг і кружить.

(У 3-ому і 4-ому виданнях редактор (Бодуен де Куртене) частково перебудував структуру подачі матеріалу, що полегшило користування словником, але порушило авторську систему.)
Даль включив також в словник кілька слів, які він сам придумав для заміни запозичень («сглас» замість слова «гармонія» «живуля»[недоступне посилання з липня 2019] — «автомат», «ловкосилье» — «гимнастика»). Після виходу словника така «підробка» була виявлена. У статті під назвою «Відповідь на вирок» Даль вимушений був визнати, що в його словнику присутні «слова, що не були досі в ужитку».

## Історія створення
За тиждень до смерті, прикутий хворобою до ліжка, В. І. Даль доручив дочці внести до рукопису словника, друге видання якого він готував, чотири нові слова, почуті від прислуги.
Володимир Даль укладав словник 53 роки.

## Видання
- 1-е видання Товариства любителів Російської словесності, М., в друкарні А. Семена, 1863 (т. 1), в друкарні Лазаревського інституту східних мов, 1865 (тт. 2, 3), в друкарні Т. Рис, 1866 (т. 4)[8].
- 2-е, «виправлене і значно помножене по рукопису автора» «видання книгаря-друкаря М. О. Вольфа», Спб.—М., 1880, 1881, 1882, 1882.
- 3-е, «виправлене і значно доповнене видання, під редакцією проф. І. А. Бодуена-де-куртене», видання «постачальників Двору ЇЇ ІМПЕРАТОРСЬКОЇ ВЕЛИЧНОСТІ» (так вказано тільки в т. 1) товариства М. О. Вольф, Спб.—М., 1903, 1905, 1907, 1909.
У словник було введено не менше 20 000 нових слів, зокрема вульгарно-лайлива лексика (у четвертому томі). За свої доповнення редактор був підданий жорсткій критиці, за радянських часів «Бодуенівський словник Даля» не перевидавався[9].
- 4-е видавництво, під редакцією І. О. Бодуена де Куртене, Спб., 1912—1914 (повторення попереднього видання).
- 7-е видання, присвячене 175-літтю з дня народження В. І. Даля, віддруковано фотомеханічним способом з 6-го видання 1955 року, яке, у свою чергу, було набране і надруковане з другого видання 1880m1882 рр. Тираж 200 000 экз.
Т. 1-4. — М.: Русский язык, 1978

## Володимир Даль про словник
Укладач словника не укажчик мові, а служитель, раб її…

…Це не є праця вчена і строго витримана; це тільки збір запасів з живої мови, не з книг і без учених посилань; це праця не зодчого, навіть не муляра, а піднощика його; але праця цілого життя.

Загальні визначення слів і самих предметів і понять — справа майже нездійсненна і притому даремна. Вона тим мудрованіша, чим предмет простіший, поширеніший.